# Semecarpus anacardium
Anacárdio oriental (Semecarpus anacardium) (hindi: भिलावा, sânscrito: अग्निमुख) é uma árvore nativa da Índia, e está intimamente relacionado com o caju (Anacardium occidentale).

## Etimologia
É conhecida como bhallatak (hindi: भल्लातक) na Índia e foi chamado de "castanha de marcação" pelos europeus, pois era usado por lavadeiro para marcar pano e roupas antes de lavar, pois transmitem uma marca insolúvel em água no pano. É também conhecido como "beeja ker" na língua canaresa, uma das línguas da Índia.

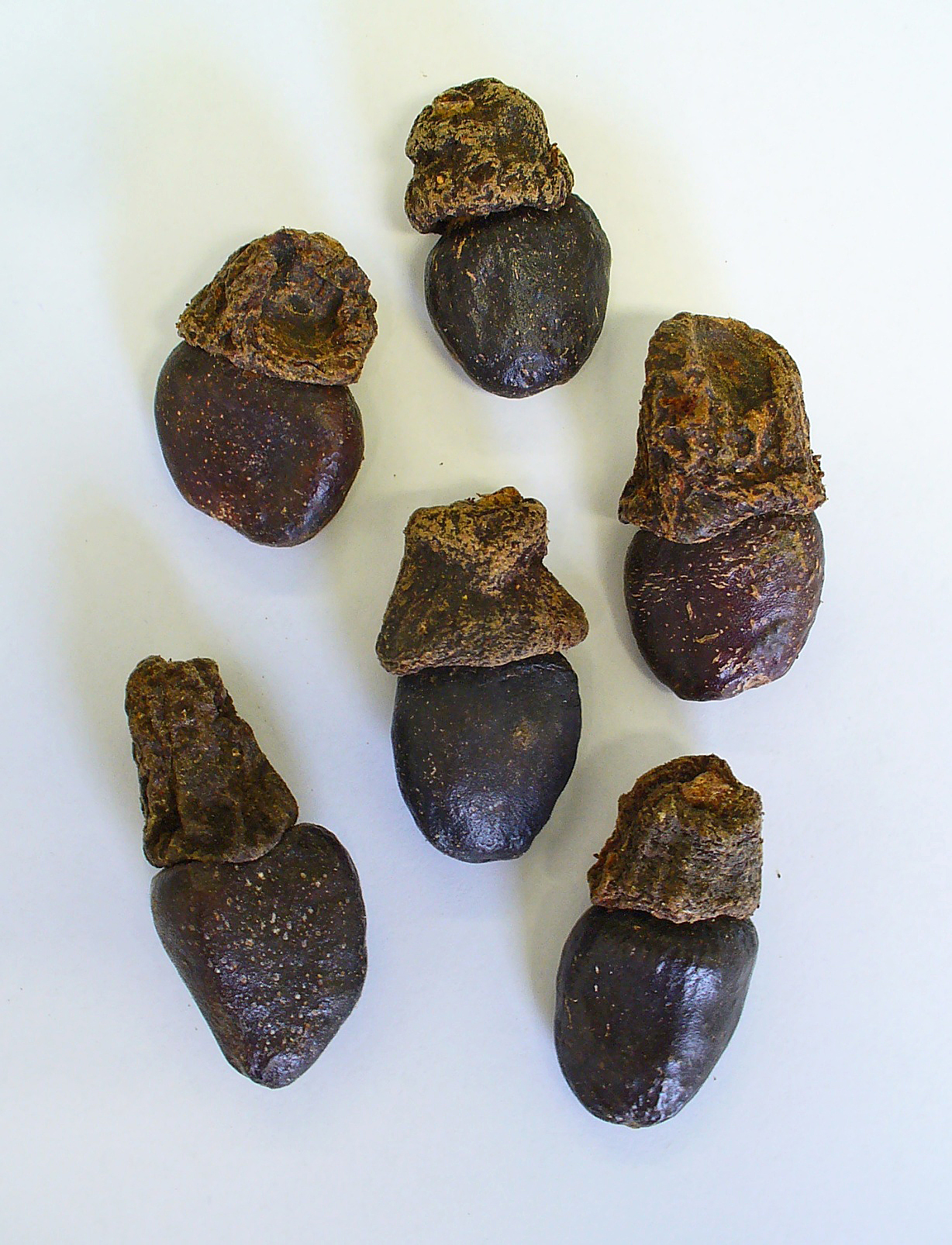
As castanhas
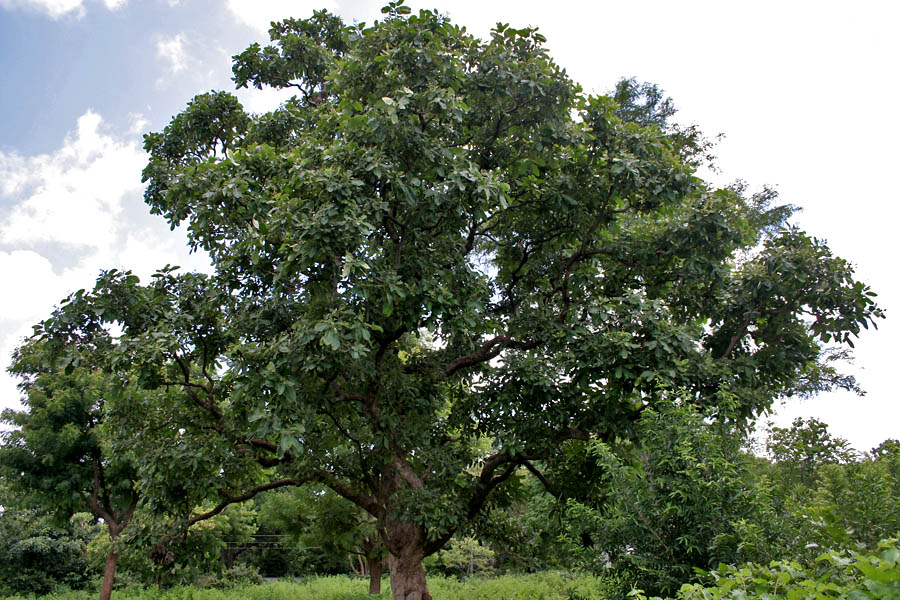
Árvore
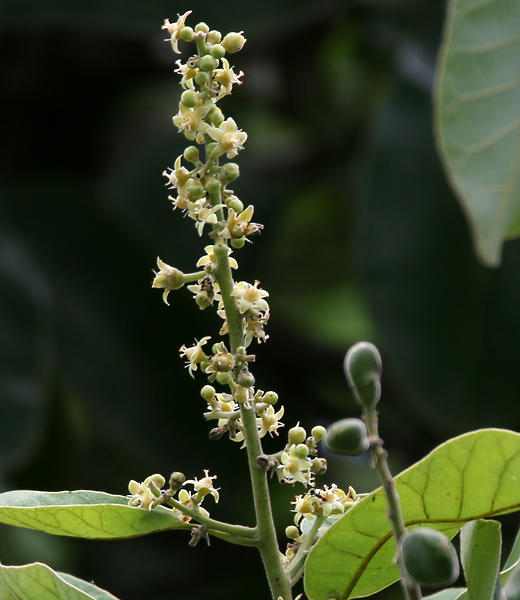
Inflorescência

## Características
É uma árvore caducifólia, encontrado próximo ao Himalaia. A castanha é de cerca de 25 milímetros de comprimento, ovoide, lisa e escuro-brilhante. Em Ayurveda, a castanha é considerada uma rasayana, planta para a longevidade e rejuvenescimento, e é processado antes de usar, porque é tóxico naturalmente.

## Usos medicinais
Estudos recentes têm mostrado que a fruta seja um bom agente anti-inflamatório e eficaz em vários tipos de cânceres. Ele também é usado contra infecções bacterianas e fúngicas.

## Sinonímia
- Anacardium latifolium Lam.,
- Anacardium officinarum Gaertn.,
- Anacardium orientale auct. ex Steud.,
- Semecarpus latifolia Pers.